# Улица Яана Коорта
У́лица Яана Коорта (эст. Jaan Koorti tänav) — улица в Таллине, столице Эстонии. 

## География
Проходит в микрорайоне Лаагна городского района Ласнамяэ. Начинается от улицы Юхана Смуула, пересекается с бульваром Линдакиви, улицами Выру,  Мийны Хярма, Лумму и заканчивается на перекрёстке с улицей Лойтсу.
Протяжённость — 932 метра.

## История
Улица получила своё название 29 июня 1979 года в честь эстонского скульптора и художника Яана Коорта.

## Застройка
Улица в основном застроена пяти- и девятиэтажными панельными жилыми домами 1980-х годов. Десятиэтажные дома 12, 14 и 16 на плитняковом глинте у улицы Лаагна построены в 1987 году из красного кирпича. 
Учреждения и предприятия:

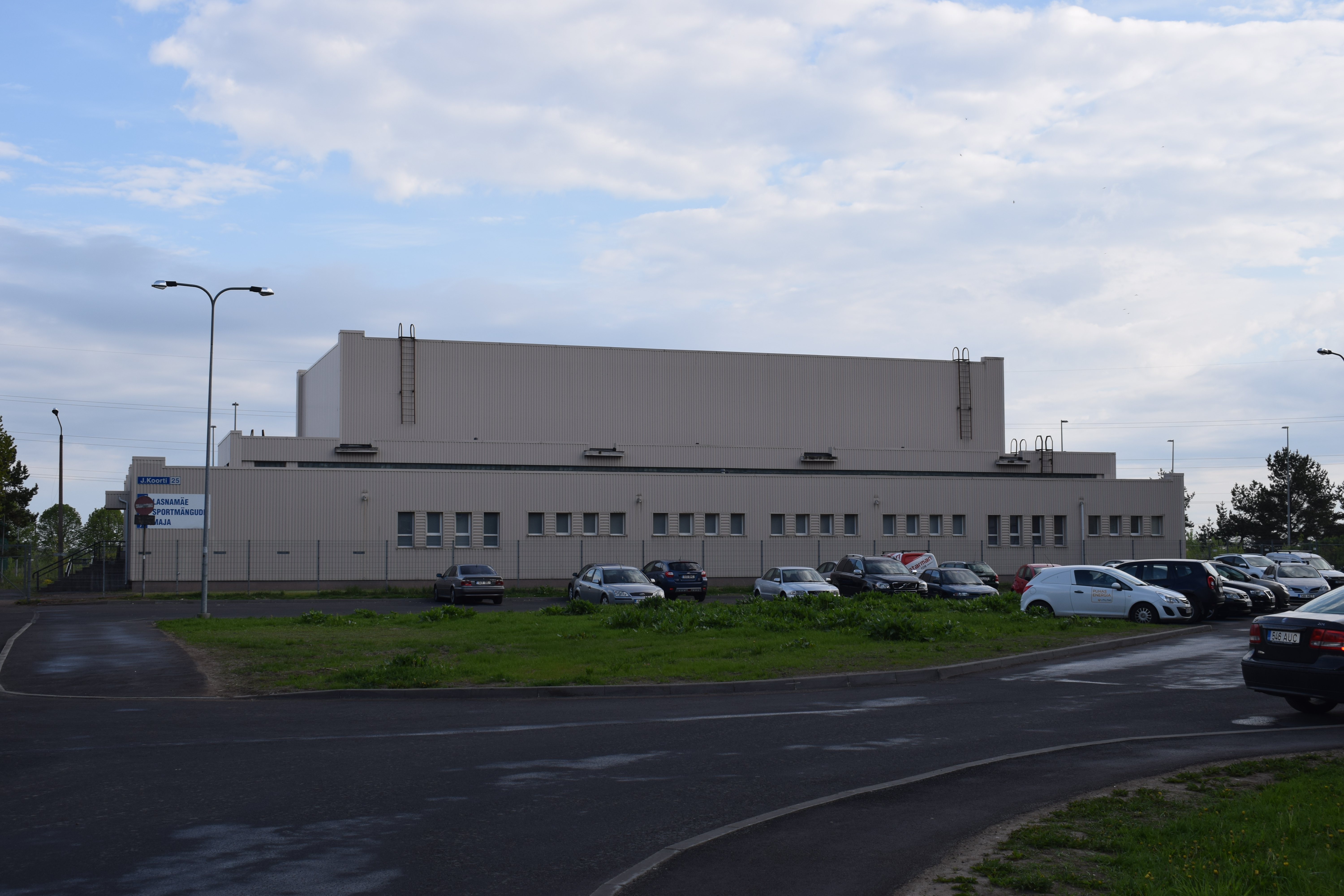
Дом спортивных игр Ласнамяэ,
ул. Я. Коорта 25

- Jaan Koorti tn 5  — детский сад Линдакиви, построен в 1981 году;
- Jaan Koorti tn 22 — Культурный центр «Линдакиви», построен в 1986 году;
- Jaan Koorti tn 23 — Ласнамяэская Русская гимназия. Здание построено в 1981 году;
- Jaan Koorti tn 25 — Дом спортивных игр Ласнамяэ[5]. Двухэтажное здание построено в 1999 году.